# Costus comosus
Costus comosus là một loài thực vật có hoa trong họ Costaceae. Loài này được (Jacq.) Roscoe mô tả khoa học đầu tiên năm 1807.

## Hình ảnh

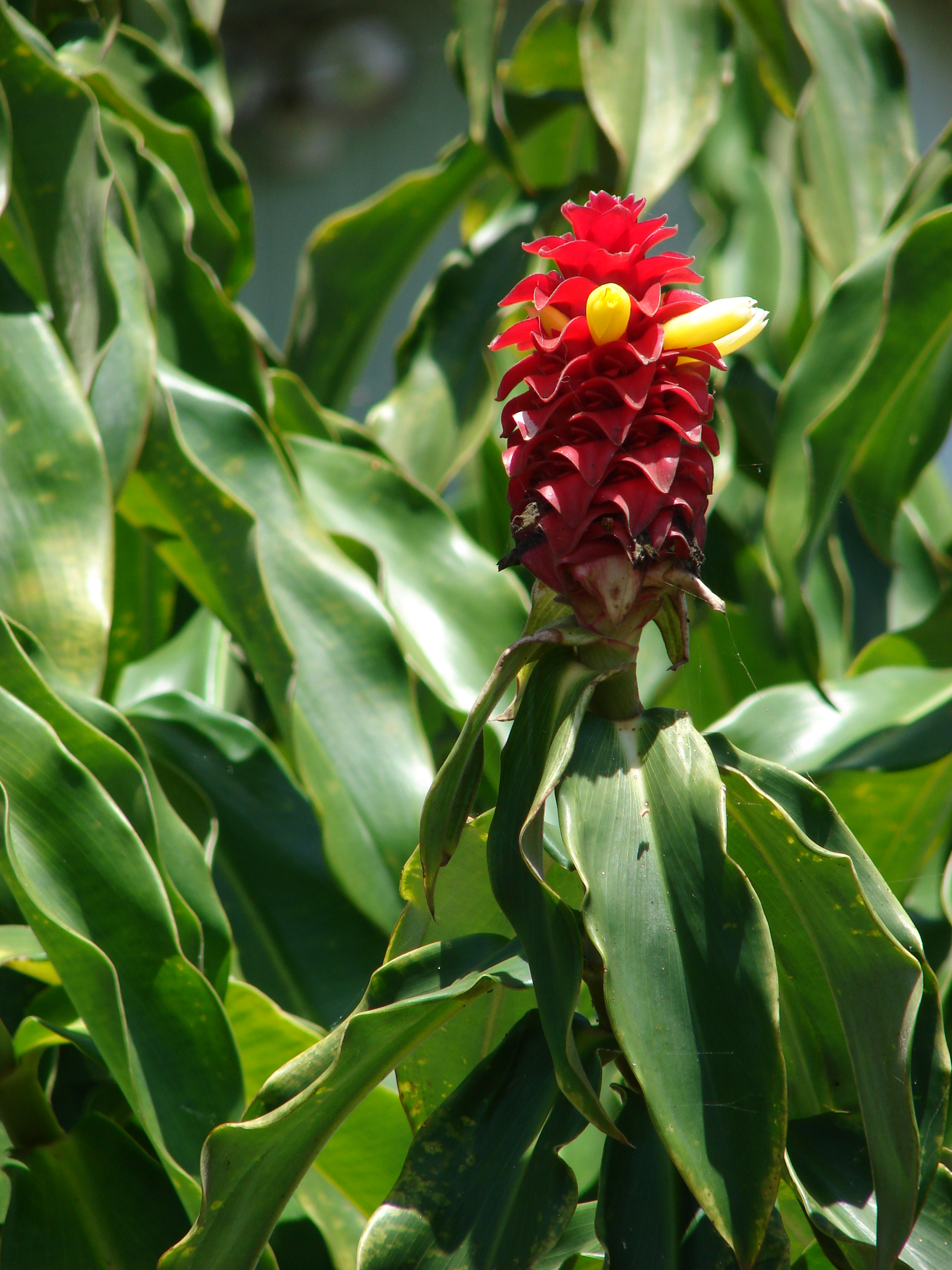
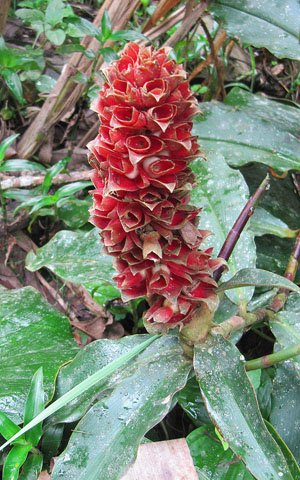
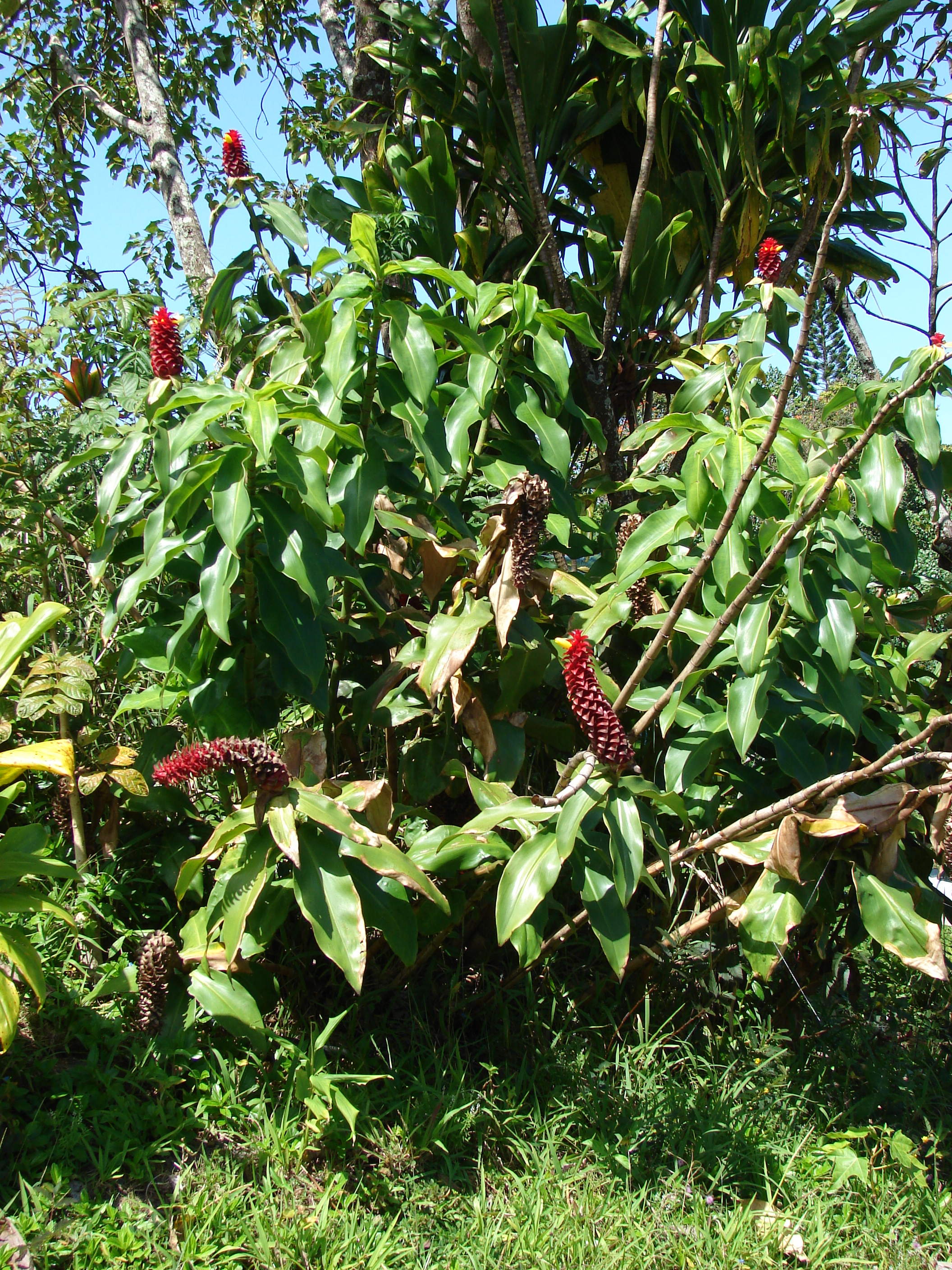
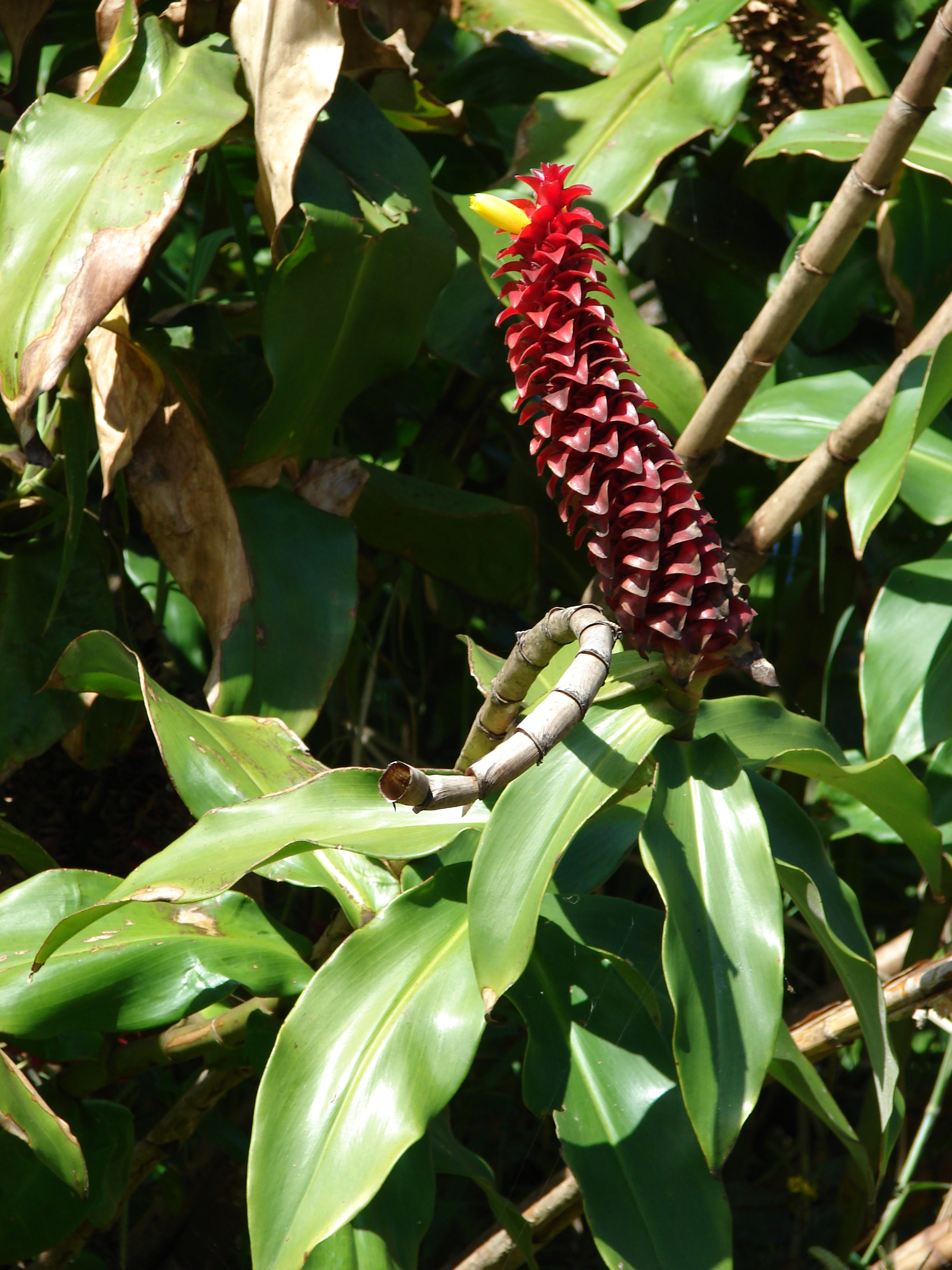